# Saint-Benoît-la-Forêt
Saint-Benoît-la-Forêt és un municipi francès, situat al departament de l'Indre i Loira i a la regió de Centre – Vall del Loira. L'any 2007 tenia 824 habitants.

## Demografia

### Població
El 2007 la població de fet de Saint-Benoît-la-Forêt era de 824 persones. Hi havia 221 famílies, de les quals 45 eren unipersonals (19 homes vivint sols i 26 dones vivint soles), 64 parelles sense fills, 93 parelles amb fills i 19 famílies monoparentals amb fills.
La població ha evolucionat segons el següent gràfic:
Habitants censats

### Habitatges
El 2007 hi havia 266 habitatges, 219 eren l'habitatge principal de la família, 25 eren segones residències i 22 estaven desocupats. 245 eren cases i 20 eren apartaments. Dels 219 habitatges principals, 152 estaven ocupats pels seus propietaris, 60 estaven llogats i ocupats pels llogaters i 7 estaven cedits a títol gratuït; 2 tenien una cambra, 10 en tenien dues, 25 en tenien tres, 64 en tenien quatre i 118 en tenien cinc o més. 174 habitatges disposaven pel capbaix d'una plaça de pàrquing. A 82 habitatges hi havia un automòbil i a 134 n'hi havia dos o més.

### Piràmide de població
La piràmide de població per edats i sexe el 2009 era:
| Homes | Edats   | Dones |
| ----- | ------- | ----- |
| 0     | 95 o +  | 4     |
| 4     | 90 a 94 | 16    |
| 4     | 85 a 89 | 20    |
| 12    | 80 a 84 | 16    |
| 12    | 75 a 79 | 12    |
| 24    | 70 a 74 | 4     |
| 40    | 65 a 69 | 20    |
| 28    | 60 a 64 | 8     |
| 32    | 55 a 59 | 16    |
| 28    | 50 a 54 | 40    |
| 48    | 45 a 49 | 28    |
| 24    | 40 a 44 | 36    |
| 16    | 35 a 39 | 20    |
| 20    | 30 a 34 | 24    |
| 16    | 25 a 29 | 24    |
| 4     | 20 a 24 | 4     |
| 20    | 15 a 19 | 36    |
| 8     | 10 a 14 | 16    |
| 4     | 5 a 9   | 28    |
| 4     | 0 a 4   | 8     |

## Economia
El 2007 la població en edat de treballar era de 435 persones, 303 eren actives i 132 eren inactives. De les 303 persones actives 283 estaven ocupades (143 homes i 140 dones) i 19 estaven aturades (8 homes i 11 dones). De les 132 persones inactives 57 estaven jubilades, 25 estaven estudiant i 50 estaven classificades com a «altres inactius».

### Ingressos
El 2009 a Saint-Benoît-la-Forêt hi havia 239 unitats fiscals que integraven 616 persones, la mediana anual d'ingressos fiscals per persona era de 18.433,5 €.

### Activitats econòmiques
Dels 47 establiments que hi havia el 2007, 1 era d'una empresa extractiva, 1 d'una empresa de fabricació de material elèctric, 2 d'empreses de fabricació d'altres productes industrials, 4 d'empreses de construcció, 1 d'una empresa de comerç i reparació d'automòbils, 4 d'empreses d'hostatgeria i restauració, 1 d'una empresa d'informació i comunicació, 3 d'empreses financeres, 1 d'una empresa immobiliària, 5 d'empreses de serveis, 22 d'entitats de l'administració pública i 2 d'empreses classificades com a «altres activitats de serveis».
Dels 3 establiments de servei als particulars que hi havia el 2009, 1 era una funerària, 1 guixaire pintor i 1 lampisteria.
L'any 2000 a Saint-Benoît-la-Forêt hi havia 8 explotacions agrícoles.

## Equipaments sanitaris i escolars
El 2009 hi havia 2 hospitals de tractaments de curta durada, 1 hospital de tractaments de mitja durada (seguiment i rehabilitació, 1 un hospital de tractaments de llarga durada, 1 psiquiàtric, 1 centre d'urgències i 1 maternitat.
El 2009 hi havia una escola elemental integrada dins d'un grup escolar amb les comunes properes formant una escola dispersa.

## Poblacions més properes
El següent diagrama mostra les poblacions més properes.